# Tipula (Lunatipula) pinnifer
Tipula (Lunatipula) pinnifer is een tweevleugelige uit de familie langpootmuggen (Tipulidae). De soort komt voor in het Palearctisch gebied.